# Gustavo Sánchez Vásquez
Gustavo Sánchez Vásquez (nacido en Mexicali, Baja California, México) es un abogado y político mexicano afiliado al Partido Acción Nacional (PAN). Fue presidente municipal de la ciudad de Mexicali, Baja California.

## Estudios
Estudió la licenciatura en derecho en la Universidad Autónoma de Baja California, generación 1980-1984.

## Trayectoria Política
Se ha desempeñado como Procurador Fiscal del Estado, dentro de la Secretaría de Finanzas, (1989-1994), durante la administración del panista Ernesto Ruffo Appel; fue Síndico Municipal en el XV Ayuntamiento de Mexicali (1995-1997), Diputado Local en la XXI Legislatura de Baja California (2013-2016) y Presidente Municipal del XXII Ayuntamiento de Mexicali (2016-2019).

## Elecciones Locales - 2019
Participó como candidato a la reelección de la alcaldía de Mexicali durante el proceso electoral estatal. Después de finalizada la jornada reconoció que las tendencias no le favorecían por lo que se reincorporó a sus labores como presidente municipal.

## Elecciones federales - 2024
Contendió nuevamente en las elecciones federales de 2024, para ocupar el cargo de Senador por Baja California, quedando en segundo lugar con 20.44% de la votación, por detrás de Julieta Ramírez y Armando Ayala de MORENA; por lo cual recibió la constancia de asignación como Senador de Primera Minoría de la LXVI Legislatura.